# Hypsiboas pulidoi
Espèce
Synonymes
- Centrolenella pulidoi Rivero, 1968

Statut de conservation UICN

 DD  : Données insuffisantes
Hypsiboas pulidoi est une espèce d'amphibiens de la famille des Hylidae.

## Répartition
Cette espèce est endémique de l'État d'Amazonas au Venezuela. Elle se rencontre à 610 m d'altitude sur le Cerro Duida,.

## Étymologie
Cette espèce est nommée en l'honneur de Juan R. Pulido (1926-).

## Publication originale
- Rivero, 1968 : Los centrolenidos de Venezuela (Amphibia, Salienta). Memoria de la Sociedad de Ciencias Naturales La Salle, vol. 28, p. 301-334.